# Susanna Kallur

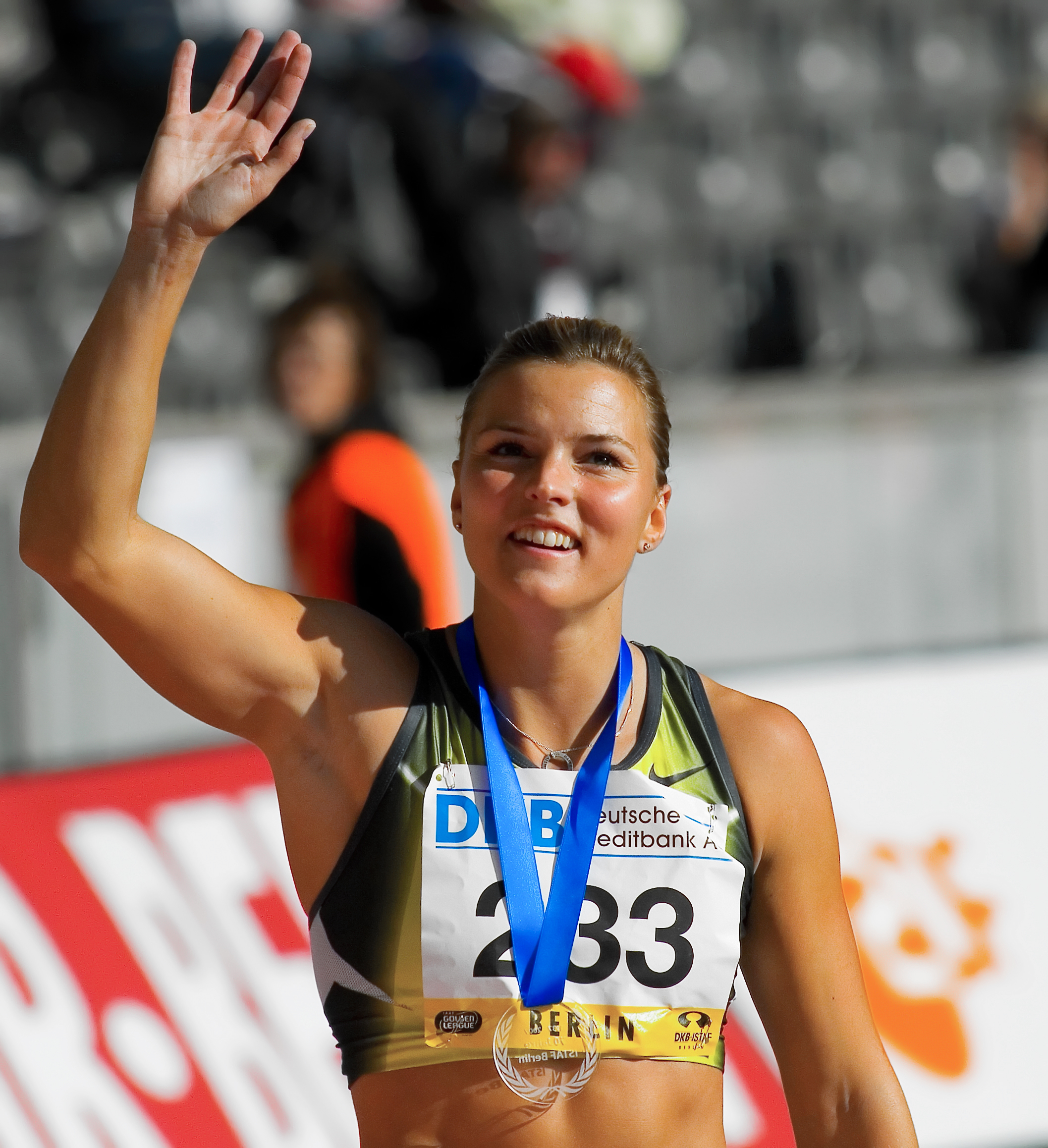
Susanna Kallur

Susanna Elisabeth Kallur (Huntington, Nueva York, Estados Unidos, 16 de febrero de 1981) es una atleta sueca especialista en los 100 metros vallas (y 60 metros vallas en indoor). Campeona de Europa de los 100 metros vallas en Gotemburgo 2006.
Tiene una hermana gemela llamada Jenny que es unos minutos más joven que ella y que también es corredora de vallas. En los Europeos indoor de Madrid 2005 las dos hermanas hicieron doblete ganando el oro (Susanna) y la plata (Jenny).
El padre de ambas era Anders Kallur, un jugador sueco de hockey sobre hielo que jugó en la liga profesional americana (NHL), y que ganó varias veces la Stanley Cup con el equipo de los New York Islanders. Por eso Susanna y Jenny nacieron en Nueva York.
Actualmente las dos hermanas estudian y compiten en la Universidad de Illinois, USA.
A menudo también se la conoce por el diminutivo "Sanna" Kallur.

## Resultados
- Mundiales Junior Annecy 1998 - Bronce en 100 m vallas (13,77)
- Mundiales Junior Santiago de Chile 2000 - 1.ª en 100 m vallas (13,02)
- Mundiales Edmonton 2001 - 6.ª semif. 100 m vallas (12,85)
- Europeos Múnich 2002 - 7.ª en 100 m vallas (13,09)
- Mundiales Indoor Birmingham 2003 - 7.ª en 60 m vallas (7,97)
- Mundiales París 2003 - 6.ª semif. 100 m vallas (12,94)
- Mundiales Indoor Budapest 2004 - 5.ª en 60 m vallas (7,89)
- Juegos Olímpicos Atenas 2004 - 7.ª semif. 100 m vallas (12,67)
- Europeos Indoor Madrid 2005 - Oro en 60 m vallas (7,80)
- Mundiales Helsinki 2005 - 3.ª semif. 100 m vallas (13,05)
- Mundiales Indoor Moscú 2006 - Bronce en 60 m vallas (7,87)
- Europeos Gotemburgo 2006 - Oro en 100 m vallas (12.59)
- Europeos Indoor Birmingham 2007 - Oro en 60 m vallas (7.87)

## Mejores marcas
- 60 metros lisos indoor - 7.24 (Birmingham, 3 de marzo de 2007)
- 60 metros vallas indoor - 7.68 (Karlsruhe, 10 de febrero de 2008) Récord del Mundo.
- 100 metros lisos - 11.30 (Malmö, 22 de agosto de 2006)
- 100 metros vallas - 12.49 (Berlín, 16 de septiembre de 2007)
- 200 metros lisos - 23.32 (Gothenburg, 28 de agosto de 2005)
- 800 metros lisos - 2:27.87 (Huddinge, 6 de septiembre de 1998)

## Progresión en los 100 m vallas
- 2007 - 12.49 (Berlín, 16-09)
- 2006 - 12.52 (Roma, 14-07)
- 2005 - 12,65 (Hengelo, 29-05)
- 2004 - 12,67 (Atenas, 23-08)
- 2003 - 12,88 (Bydgoszcz, 20-07)
- 2003 - 12,88 (Enskede, 24-05)
- 2002 - 12,94 (Madison, 18-05)
- 2001 - 12,74 (Edmonton, 09-08)
- 2000 - 13,02 (Santiago de Chile, 19-10)
- 1999 - 13,41 (Estocolmo, 30-07)
- 1998 - 13,48
- 1997 - 14,11